# Esztény
Esztény erdélyi falu Kolozs megyében, a Mezőségben.

## Fekvése
A Bábolnahegy aljában eredő, északról a Kis-Szamosba folyó patak szűk völgyében, lankás oldalra is kiterjedve fekszik, a megye székhelyétől, Kolozsvártól 38 kilométerre, Déstől 30 km-re nyugatra.

## Neve
Nevét a szláv stana, sztenya: állás, akol szótól vette. Az idők folyamán az alábbi alakokban írták:
- 1306-ban Iztyen, másként Kuharka.
- 1352-ben Isztén, Esztevény.
- 1371-ben Eztyén, mint egy idevaló birtokos neve.
- 1578-ban Esztény.
- 1598-ban Eztyn.
- 1721-ben Esztinÿ.
- Oláh neve: Stojane.[2]
- Mai román neve: Stoiana

Erdélyben egyike a mindössze két szláv eredetű helységneveknek (másik Rogna), amelyeknek  hangalakja kétségtelenül arra vall, hogy a románok közvetlenül a szlávból vették át.

## Határhelyek
1472-ben*Dl. 29000. Győrbükk és Eresztvény, erdők.
1500-ban*Km. prot. Michael 27. Győrbikk, erdő.
1598-ban*Km. Doboka. T. 67. Nádastóhely, kaszáló.
1898-ban dűlői: Rózsakút, Gyertyános, Beke András, Verőfény, Észak, Büdös kút, Lepényes.

## Lakossága
1891-ben 384 lakosból: 6 római katolikus, 226 görögkatolikus, 142 evangéliumi református és 10 izraelita.
1910-ben összesen 515 lakos, akikből 335 görögkatolikus, 19 római katolikus, 135 református és 26 izraelita.
1941-ben összesen 489 lakos, akikből 1 ortodox, 297 görögkatolikus, 21 római katolikus, 164 református, 6 izraelita.
1992-ben összesen 180 lakos, akikből 116 ortodox, 2 görögkatolikus, 3 római katolikus, 44 református, 15 egyéb és 7 pünkösdista.

## Története
Esztény nevét az oklevelek 1305-ben említették először Istyan alakban. 1306-ban Iztyen, 1317-ben Izthien alakban írták.
Esztény első birtokosául Csúcsi Márton fia, Péter István feleségét, Chenk Jakab özvegyét és Jakabtól származó fiát Herlant-ot említették az oklevelek, aki eladta Esztény harmadrészét - mely őt örökletes jogon illeti - Eszényi István fiainak Szőke (Zeuke) Domokosnak és Miklósnak, Benedek fia Leonardnak és Benke fia Kozmának, a szomszédok, a Kökényesrénold nemzetségbeli Mykud bán fiainak Miklósnak, Demeternek és Péternek beleegyezésével. Szőke Domokosnak részét azonban 1317-ben hűtlenség címén a dobokai főispán Mikod bán fia Dobokai Miklós kérte a királytól a maga részére s minthogy eközben Szőke Domokos elhalálozott, részét a király csakugyan Dobokai Miklósnak adományozta oda. Ugyanakkor a falu déli fele Leonard birtoka volt.
1344-ben Esztényi Lénárd fiai: János és Imre Eszténynek felét 50 márkáért András erdélyi püspöknek és a székesegyháznak hagyományozzák.
1392-ben Esztényi András fiai: Miklós és János  és Sebők fia Jakab.
Az Esztényiek birtoka volt még 1469-ben is. Ekkor Eszényi Bertalan örökös nélküli halála miatt részét Kendy Antal és ifjú Tötösi János nyerték adományba Mátyás királytól, másik része az Esztényiek rokonságáé lett.
1500-ban Kendy Antal s gyermekei és az Esztényiek, Esztényi János birtoka volt. Az övék volt még 1594-ben is.
1594-ben Báthory Zsigmond néhai Kendy Gábornak itteni részét, annak hűtlensége miatt Ravazdy Györgynek adományozta, de az igtatásnál Czompó Margit Rabóczy András özvegye, valamint Tötöri Balázs, Esztényi István, Kovácsi Márton, Buday Zsófia Laky Györgyné, „Buday rész,” Buday Katalin Mátyás János özvegye ellentmondtak. Ekkor itteni birtokosok voltak Kovácsy Mihály és Szabó János.
1598-ban egyik birtokosa Tötöri Balázs, kinek „Nádastóhely” nevű rétje van.
1607-ben Lymbus Tömöri Anna, előbb Cseffey István, utóbb Tötöri János özvegye és Cseffey László azon néh. Tötöri János itteni részébe beigtattatnak, de annak kecseti Horváth György és Tötöri Erzsébet Bolyai Gergelyné ellentmondtak.
1609-ben Hatvani Zsigmondot a tatár rabságban volt Tötöri Jánostól megvett itteni birtokába a fejedelem beigtatni rendeli.
1618-ban Ravazdy György fiai: András és István tiltakoznak az ellen, hogy e birtokot, melyet atyjuk Báthory Zsigmondtól nyert s Mihály vajda elkobzott, most Wesselényi Boldizsár, mint Mindszenti Benedek árváinak gyámja, elfoglalva tartja.
1630-ban itteni birtokos Kapronczai György és Kovácsi Benedek.
1649-ben a fejedelem az itteni Borbély részt, melyet Kapronczay György birt, annak hűtlensége és magvaszakadása következtében elfoglaltatta.
1651-ben a fejedelem Cseffey Lászlót itteni részében megerősíti.
1654-ben a szamosujvári uradalomnak itt levő majorság szőlőjében 226 veder bora lett, bortizedbe 8 veder és 6 kupát szolgáltattak be.
1654-ben Felfalvi Gáspár János leánya Magdolna Keczeli Istvánné, kinek anyja Tötöri Balázs leánya Erzsébet volt, Cseffey Istvánnak Tömöri Annától való fiát Lászlót azon összeggel, melyért néh. Tötöri Balázs fia János feje váltságáért itteni részét feleségének Tömöri Annának elzálogosította, megkínálja.
1660-ban Barcsay Ákos a fiscus itteni részét Bánffy Zsigmondnak adományozza.
1662-ben Apafi Mihály Cseffey László itteni részét, melyet annak magvaszakadtával a később hűtlenségbe esett Keczeli András foglalt el, most Váradi Belényesi Ferencznek s nejének Putnoki Erzsébetnek adományozza. De ez ellen tiltakoztak 1667-ben Tömöri Petronella Imecs Istvánné leányai: Fruzsina kopaczeli Buér Simon, Ilona makczai Jankó Mihály özvegyei és Buér Pál és Jankó László.
1671-ben I. Apafi Mihály a fiscus által elfoglalt itteni Tötöri, utóbb Cseffey birtokot özv. Keczeli Istvánné Gáspár Magdolnának visszaadatni rendeli.
1694-ben birtokosa Bánffy Zsigmond fia Bánffy Pál, kinek fia Zsigmond, ennek leányai: Klára br. Naláczi Lajosné (1759), Anna Ugron Istvánné (1759), Mária br. Radák Lőrinczné (1759), Katalin gr. Toldalagi Ferenczné (1759), Druzsánna vargyasi Dániel Péterné (1759) és Erzsébet gr. Toldalagi Pálné (1759).
1702-ben egy telkes nemesek Verebélyi Miklós, Kádár György, Szabó János, Martonosi Péter.
Ez évben Várfalvi Pálffy Gábor és Ferencz itteni részüket Csomafái Butyka Györgynek vetik zálogba.
1711–60-ig az itteni Cseffey rész örökösei:
István András Sándor György István László Eszter, Cserényi Sándorné Mihály Mihály Sára, Katona Jánosné Borbála, Dániel Mihályné Klára, Biró Dánielné Keczeli István János János Ferenc János Samu Krisztina, Kabos Lászlóné Erzsébet, Szucsáki Ferenczné Borbála Thoroczkay Péterné 1757. Katalin br. Barcsay Jánosné György István † 1735 Sára, Lészai Istvánné
1770-ben összeírt birtokosai: Sövényfalvi Aknai József s Ábrahámfalvi Ugron István neje Bánffy Anna férji s Esztényi Kádár György és Péter apai jogon (1765-ben is).
1801-ben az 1809-iki nemesi felkelésben mint közvitézek vettek részt. Birtokosai: gr. Toldalagi Zsigmondnak van 27 telke, Keczeli Jánosnak 1, Keczeli Ferencz özvegyének 1, Katona János özvegyének 2, Szacsvai Jánosnak 1, br. Diószegi Zsigmond özvegyének, Túri Mihálynak, Csernátoni Jánosnak együtt 1, Kispál Sándornak 1, Kádár Györgynek 1, Bálint Zsigmondnak 2, Dénes Györgynek 1, Zalányi Istvánnak 1, *Ecsedi Jánosnak 1/2.
1809-ben birtokosai: gróf Toldalagi Zsigmondnak van 21 telke, Katona Jánosnénak 1, Keczeli Jánosnak 1, Keczeli Ferencznének 1, Apor utódok 6/12, Szacsvai János utódai 8/12, Zalányi Istvánnak 8/12, Kispál Sándornak 2, Kis Samunak 8/12, *Bálint István s Zsigmondnak 2, Dénes Györgynek 8/12, Ecsedi Jánosnak 2, Kovács Eleknek 2, Drágus Istvánnak 1, *Kispál László s Sándornak 1, *Kis Lászlónak 3/12 *Kádár Györgynek 1, *Pákéi Józsefnek 2, *Kovács Imrének 3/12, Aknai Sámuel és *Benkő György.
1814-ben Fejérdy Zsigmond, Székely Dániel idevaló birtokosok.
{427.} 1820-ban*Erd. kanczellária ltára. birtokosai: gróf Tholdalaghi Zsigmond, Keczeli János, Katona László, Székely Dániel s Apor örökösök.
1837-ben*Hodor. Dobokam. Esm. 602. l. gr. Toldalagi a Bánffy jogon; kisebb birtokosok: Aknay, Bálint, Gergely, Kispál, Katona, Kiss, Kádár, Kovács, Pap, Pakay, Keczeli nemesek.
1863-ban gr. Toldalagi Ferencz, Katona Erzsébet, Székely Lajos, br. Diószegi Antal, özv. Simonné Keczeli Juliánna úrbéri kárpótlásban részesülnek.
1866-ban nemesi jogú birtokosai voltak: gr. Tholdalagi Viktor (Koronkáról), Bányai János, Kispál Sándor, László, ifj., id. s legid. József, Bálint Zsigmond, Samu, Ferencz, István és József, Ecsedi Ferencz és György, Huszár ifj. s. id. Dániel, Gergely János, Samu, József és Lajos, Imre Farkas, Pákái József és Samu, Szabó Ferencz, Csorna János, Rácz József, Czégényi István, id. s ifj. Beke József, Kis Tódor, Velle Dénes, Bántó Mihály és 1 Kun, 4 Papp s 1 Hangó családbeli. Az Irsay család egyik ősbirtokos.*Hodor. Függelék 46. l.
Nagyobb birtokosa 1892-ben Bokros Elek, 642 h. 1449 öl, vásárolta a gr. Tholdalagi utódoktól s tőle megvette jelenlegi birtokosa Bogdánffy Gábor.
E tiszta magyar lakta községbe a XVII. század második felétől kezdve az oláhság kezdett betelepedni, mely számra nézve ma a magyarokét jóval felülmúlja. Egyedüli foglalkozásuk a földművelés, állattenyésztés; fő táplálékuk a kukoricakenyér s tejfélék. Ruházatukat házilag állítják elő. Házaikat s gazdasági épületeiket részint kőből s boronafából építik szalmatetővel; az oláhság lakta házak összes felszerelése: ágy, asztal és pad, a magyarságnál ezeken kívül rendesen szék és ruhás láda is van.
A trianoni békeszerződés előtt Kolozs vármegye Szamosújvári járásához tartozott.

## Nevezetességek
- Róm. kath. egyháza a reformációt megelőzőleg fennállott.

1525-ben Szent Domokosról címzett plébánia templomának néhai Esztényi Bertalan Mikolán egy birtokrészt hagyományozott, de azt most mikolai Csorba vajda a templomtól megvette.
A vallásújítás után az ev. ref. egyház hitelveit fogadta el s mint anyaegyházközség állott fenn; a XVII. század elején hívei megapadván, Szarvaskendnek lett leányegyháza. 1734 tájt anyaegyházzá lett s Tötör és Szarvaskend csatoltatott hozzá mint leányegyházközség.
Ódon ízlésben épült hatalmas kőtemploma arra mutat, hogy a XVI. században virágzó kath. magyar egyházközség volt; a templom idővel romladozásnak indult s egy részét 1796-ban építették fel.
Az egyházközség egyik legnagyobb jóltevője gr. Toldalagi Zsigmond, ki a lelkész számára kőházat építtetett, itteni birtokának dézsmáját az ekklézsia szükségeire ajánlotta, de fia apjának ezen adományát elvonta. Br. Bánffy Zsigmond az ekklézsiának 60 mfrtot hagyott. 1756-ban Gyarmathi József szarvaskendi lakos 100 mfrtot hagyott. Ezen hagyományokat akkor tették, midőn Szarvas-Kenden a róm. kath. egyházat állították fel, melynek részére az itteni ev. ref. egyháztagokból híveket toborzottak.
Urasztalára való eszközöket adományoztak: Egy ismeretlen egy talpas ezüst kelyhet ily irattal: „Általadatott az esztényi ev. ref. ecclesianak, május 24. 1801.” Aranyozott ezüst tányért felirata szerint: „Grf. Széki Teleki Eszter néhai méltóságos N.-Vajai Vajy Ábrahám özvegye adta az esztényi ecclának Isten dicsőségére 1801.” Verebei Miklós 1696-ban egy óntányért, mint a feliratán olvasható; Szacsvai János 1762-ben feliratos óntányért; keresztelő poharat a felírás szerint Mátai György és Szakács Kata adtak 1694. E. K. I. felirattal adtak egy úrasztali díszes terítőt 1769-ben a méhtenyésztés képezte az ekklézsia jövedelmét.
Harangja mellé Bokros Elekné Wieland Ilka öntetett újat ezen felirattal: „Hajnalban ébresztek, ebédre hívok, jelzek vészt, örömöt s neved örökre hirdetem Heléna.”
Anyakönyve 1821, jegyzőkönyve 1844-ben kezdődik. Egyházmegyei zsinatot tartottak benne: 1689, 1692, 1696, 1701, 1718, 1732 és 1796-ban.
1865-ben hozzátartozó leányegyházak: Szarvas-Kend, Tötör, Girolt, Kecset, Kecset-Szilvás, Ónok.
Lelkészei: Zabolai Boldizsár 1721. Vásárhelyi Mihály 1724. Dalnoki István 1725, Bányai István 1726. Malomi Bálint 1727, levita. Debreczeni János 1731, levita. Angyalosi Zsigmond 1734, levita. Bányai József 1739, pap. Bányai Péter 1744 és 1750. Keresztes András 1749. Imre Mihály 1751. Rácz József 1760. Szász Mihály 1765. Lénárd Samu 1768. Ocsvai György 1785. Huszti György 1790. Bajnóczi Dani 1793. Kelemen András 1801. Gyulai József 1811. Vas György 1817. Huszár János 1838-ban foglalta el állomását, az 1848. évi önvédelmi harcz alkalmával az oláhok kegyetlenül elkínozták, verték s hurczolták ide-oda, minek következtében rövid időn meghalt; a papilakot lerombolták.*Almási jz. Bántó Mihály 1850-ben, ki után Pataki Gábor szolgált, jelenleg üresedésben van.
- A gör. kath. egyházközség kőből épült temploma a szent angyalok tiszteletére 1817-ben szenteltetett föl. Anyakönyvet 1824. év óta vezet.